# Charles I xứ Orléans

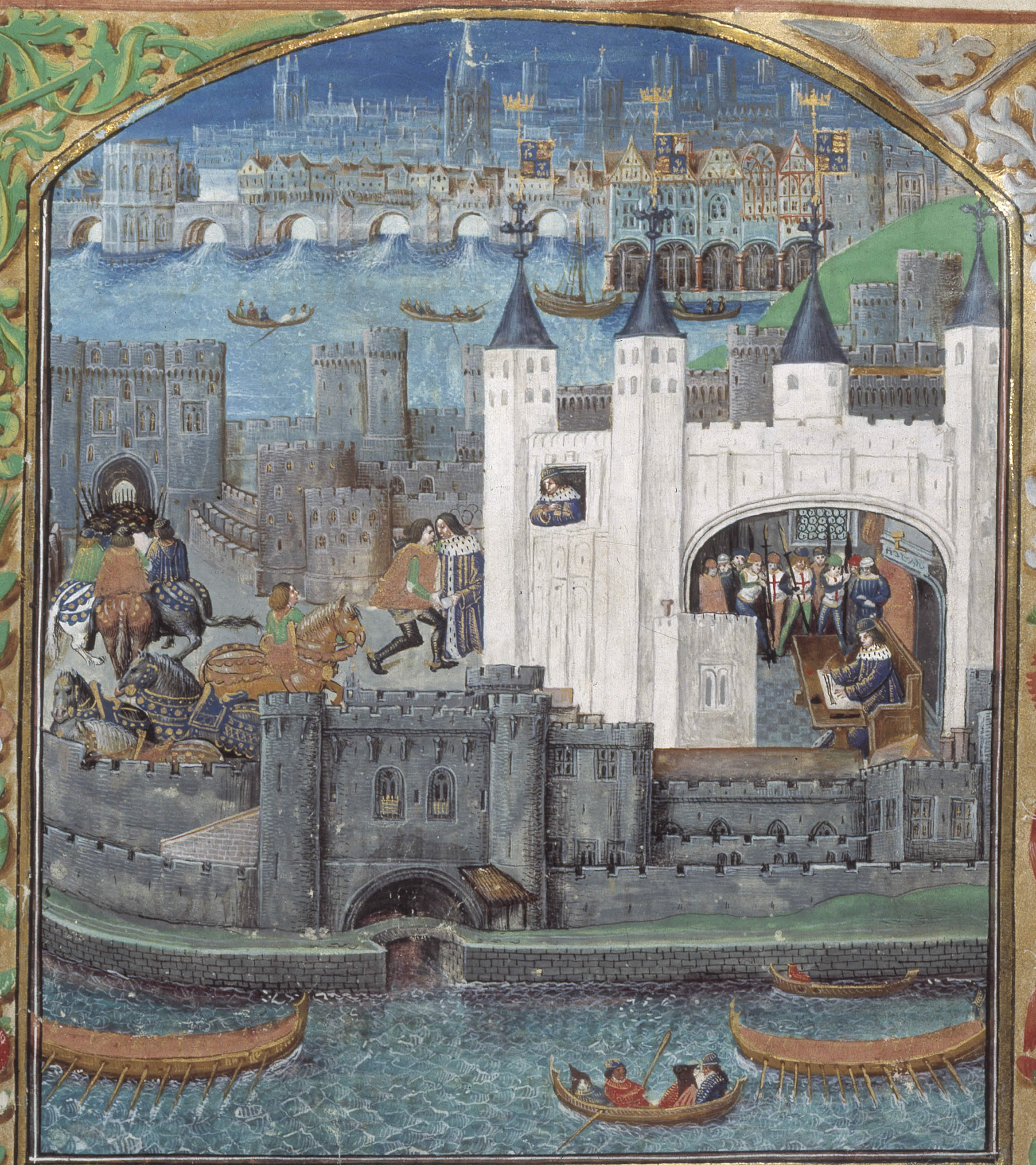
Hình ảnh mô tả cảnh Charles bị giam cầm trong Tháp Luân Đôn từ một bản thảo được phát hiện về các bài thơ của ông

Charles I xứ Orléans (24 tháng 11 năm 1394 - 5 tháng 1 năm 1465) là Công tước của Orléans từ năm 1407 sau khi cha ông là Louis I, Công tước xứ Orléans bị ám sát. Ông cũng là Công tước của Valois, Bá tước của xứ Beaumont-sur-Oise và của Blois, Lãnh chúa của Coucy, và là người thừa kế của xứ Asti ở Ý thông qua mẫu thân là Valentina Visconti.
Ngày nay, ông được nhớ đến như một nhà thơ thời Trung cổ dày dặn thành tựu với hơn 500 bài thơ còn tồn tại mà ông đã viết, bằng cả tiếng Pháp và tiếng Anh, được sáng tác trong suốt quá trình 25 năm làm tù binh và sau khi trở về Pháp.

## Nhận danh hiệu
Charles sinh ra ở Paris, là con trai của Louis I, Công tước xứ Orléans và Valentina Visconti, ông ngoại ông là Gian Galeazzo Visconti, Công tước xứ Milano. Ông phải cai quản công quốc của cha mình từ năm 13 tuổi sau khi cha ông bị ám sát theo lệnh của Jean Dũng cảm, Công tước xứ Bourgogne. Charles được cho là sẽ tiếp nối sự lãnh đạo của cha mình chống lại phe Bourgogne, một phe phái của người Pháp cũng ủng hộ Công tước xứ Bourgogne. Công tước xứ Bourgogne chưa bao giờ bị trừng phạt vì vai trò của ông trong vụ ám sát Louis, nhưng Charles đã phải chứng kiến người mẹ đau buồn của ông, Valentina Visconti, khi bà phải chống chọi với bệnh tật không lâu sau đó. Lúc bà lâm chung, Charles và những cậu con trai khác trong gia đình đã tuyên thệ truyền thống sẽ trả thù cho tội giết cha của họ.
Trong những năm đầu trị vì dưới danh nghĩa công tước, Charles đã mồ côi và sớm phải chịu ảnh hưởng nặng nề từ sự dẫn dắt chỉ đạo của cha vợ, Bernard VII, Bá tước Armagnac, vì lý do đó phe của Charles còn được gọi là phe Armagnac.

## Bị bỏ tù
Sau khi cuộc chiến tranh với Vương quốc Anh được tái lập vào năm 1415, Charles là một trong nhiều nhà quý tộc Pháp có mặt trong trận Agincourt vào ngày 25 tháng 10 năm 1415. Người ta phát hiện ông, không có thương tích gì, nhưng bị mắc kẹt dưới một đống xác chết. Ông bị người Anh bắt làm tù binh và đã trải qua hai mươi bốn năm sau bị chuyển từ lâu đài này sang lâu đài khác ở Anh, bao gồm cả Tháp London, và Lâu đài Pontefract - lâu đài nơi Vua Richard II trẻ tuổi của Anh, em họ Vua Henry V bị cầm tù và chết trước đó 15 năm ở tuổi 33. Tuy nhiên điều kiện giam giữ ông không nghiêm ngặt; ông ít nhiều được phép sống theo lối sống quen thuộc, giống như rất nhiều quý tộc bị bắt khác. Tuy nhiên, ông không được đề nghị phóng thích để đổi lấy tiền chuộc, vì Vua Anh Henry V đã ra chỉ thị cấm bất kỳ việc phóng thích nào. Charles là người đứng đầu mặc định của phe Armagnac và đứng tên trong danh sách kế vị ngai vàng của Pháp, và do đó được coi là rất quan trọng để được thả tự do.
Sau khi bị bắt, toàn bộ tài liệu trong thư viện của ông đã được Violant của Aragón chuyển đến Saumur để ngăn không rơi vào tay kẻ thù.

## Làm thơ
Chính trong suốt hai 24 năm bị giam cầm này, Charles đã viết hầu hết những tác phẩm thơ trong cuộc đời, bao gồm cả những tác phẩm mang tính u sầu, buồn bã mà dường như nói về chính sự giam cầm, chẳng hạn như En la forêt de longue attente.
Phần lớn tác phẩm của ông được xuất bản công chúng bao gồm hai cuốn sách, một cuốn bằng tiếng Pháp và một cuốn bằng tiếng Anh, ở dạng cố định ballade và rondeau. Mặc dù đã từng gây tranh cãi, nhưng bây giờ có minh chứng rất rõ ràng rằng Charles đã viết những bài thơ tiếng Anh mà ông đã để lại khi được phóng thích vào năm 1440. Tuy nhiên, ông không được chấp nhận vào hàng các tác giả tiếng Anh kinh điển. AEB Coldiron đã lập luận rằng có vài vấn đề liên quan đến "cách tiếp cận tình dục, cách sử dụng lối chơi chữ, cách chơi chữ và các biện pháp tu từ, sự phức tạp chính thức và lối thử nghiệm, lập trường hoặc giọng văn của ông ấy: tất cả những điều này khiến ông ấy nằm ngoài khuôn khổ văn học thế kỷ 15 ở Anh, nơi ông hoạt động.''
Một trong những bài thơ của ông có thể kể đến "Is she not passing fair?", do Louisa Stuart Costello dịch, được Edward Elgar phổ nhạc. Claude Debussy đã phổ nhạc ba bài thơ của ông trong Trois Chansons de Charles d'Orléans, L.92, cho dàn hợp xướng hỗn hợp không có người chỉ huy. Reynaldo Hahn đặt tập sáu trong số: ''Les Fourriers d'été, Comment se peut-il faire ainsi, Un loyal cœur (Chansons et Madrigaux - 1907) ; Quand je fus pris au pavillon, Je me mets en votre mercy, Gardez le trait de la fenêtre'' vào trong Rondels - 1899.

## Thả tự do
Cuối cùng khi được giải thoát vào năm 1440 nhờ những nỗ lực của những kẻ thù cũ khác phe mình là Philippe và Isabella của Bồ Đào Nha, ông đã được đặt chân trở về đất Pháp một lần nữa sau 25 năm, và giờ ông đã là một người đàn ông trung niên ở tuổi 46, và theo biên niên gia người Anh Raphael Holinshed "nói tiếng Anh thạo hơn tiếng Pháp". Philippe đã ra điều kiện rằng việc giết hại cha của Charles, Louis xứ Orleans bởi chính cha của Philippe, Jean Dũng cảm, sẽ không được báo thù. (Bản thân Jean cũng đã bị ám sát vào năm 1419). Charles đã đồng ý với điều kiện này trước khi được thả. Gặp Nữ công tước xứ Bourgogne sau khi xuống tàu, Charles dũng cảm nói: "Thưa bà, tôi tự biến mình thành tù nhân của bà." Vào lễ kỷ niệm cuộc hôn nhân thứ ba của mình, với Marie xứ Cleves, ông được phong chức danh Hiệp sĩ Bộ lông cừu vàng. Sự trở lại Orléans sau đó của ông được đánh dấu bằng một lễ kỷ niệm lộng lẫy do các công dân tổ chức.
Ông đã cố gắng áp đặt nhưng không thành công những yêu sách của mình với Asti ở Ý, trước khi sống cuộc sống ổn định yên bề gia thất như một người bảo trợ nổi tiếng của nghệ thuật. Ông qua đời tại Amboise, hưởng thọ gần 71 tuổi.

## Kết hôn và hậu duệ

Phù hiệu của Charles xứ Orléans

Charles kết hôn ba lần. Người vợ đầu tiên của ông là chị họ Isabelle của Pháp (con gái của Charles VI của Pháp và cũng chính là góa phụ Richard II của Anh), người mà ông kết hôn ở Compiègne năm 1406, bà đã qua đời khi sinh con. Con gái của họ, Jeanne kết hôn với Jean II xứ Alençon vào năm 1424 ở Blois.
Sau đó, ông kết hôn với Bonne xứ Armagnac, con gái của Bernard VII xứ Armagnac vào năm 1410. Bonne chết trước khi trở về từ nơi giam cầm. Họ không có hậu duệ chung.
Khi trở về Pháp năm 1440, Charles kết hôn với Maria xứ Kleve ở Saint-Omer (con gái của Adolph I, Công tước xứ Cleves) và có ba hậu duệ:
- Marie xứ Orléans (19 tháng 12 1457 – 1493, Mazères). Kết hôn với Jean xứ Foix năm 1476.
- Louis XII của Pháp (1462–1515)
- Anne xứ Orléans (1464–1491, Poitiers), Nữ tu tại tu viện Fontevraud và Tu viện Holy Cross Poitiers.

## Danh hiệu
- Vương quốc Pháp – Công quốc xứ Orléans: Đại sư Và hiệp sĩ Order of the Porcupine
- Công quốc Bourgogne: Hiệp sĩ Order of the Golden Fleece

## Trong tiểu thuyết và văn hoá đại chúng
Charles xuất hiện với tư cách là "Công tước xứ Orléans" trong vở Henry V của William Shakespeare. Trong bộ phim truyền hình The Hollow Crown năm 2012, Charles do nam diễn viên người Pháp Stanley Weber thủ vai nhưng được miêu tả không chính xác khi qua đời tại trận Agincourt.
Cuốn tiểu thuyết lịch sử được giới phê bình đánh giá cao Het Woud der Verwachting / Le Forêt de Longue Attente  (1949) của Hella Haasse (được dịch sang tiếng Anh năm 1989 với tựa đề  In a Dark Wood Wandering " ') có mô tả đầy thiện cảm về cuộc đời của Charles, Công tước xứ Orléans.
Charles cũng là một nhân vật chính trong truyệnThe Maiden's Tale của Margaret Frazer, đó là câu chuyện kể về một bí ẩn lịch sử và lời kể hư cấu về một vài tuần trong cuộc đời của ông ở Anh vào mùa thu năm 1439, ngay trước khi ông được thả năm 1440.
Charles cũng là một nhân vật phụ trong tiểu thuyết giả tưởng lịch sử Crown in Candlelight của Rosemary Hawley Jarman.
Charles được nhắc đến là tác giả của "Valentine đầu tiên được biết đến" trong bộ phim đặc biệt dành cho Ngày lễ tình nhân của loạt phim nguyên gốc của Netflix là Big Mouth, "My Furry Valentine".